# تپه قلعه کهنه استی النگ
تپه قلعه کهنه استی النگ مربوط به دوره ساسانیان - سده‌های اولیه و میانه دوران‌های تاریخی پس از اسلام است و در شهرستان اسفراین، بخش بام وصفی آباد، دهستان بام، روستای دهنه اجاق واقع شده و این اثر در تاریخ ۲۷ بهمن ۱۳۸۷ با شمارهٔ ثبت ۲۴۶۶۶ به‌عنوان یکی از آثار ملی ایران به ثبت رسیده است.